# 1952 في ألمانيا
فيما يلي قوائم الأحداث التي وقعت خلال عام 1952 في ألمانيا.

## سياسة

### تعيين في المنصب
- 1 أبريل – راينهولد ماير رئيس وزراء ولاية بادن-فورتمبيرغ،رئيس البوندسرات.
- 27 سبتمبر – إريك ألينهاور رئيس الحزب الديمقراطي الاجتماعي الألماني ‏.

### انتهاء فترة المنصب
- 20 أغسطس – كورت شوماخر رئيس الحزب الديمقراطي الاجتماعي الألماني ‏.

## رياضة
- 3 أغسطس – جائزة ألمانيا الكبرى 1952 الفائز البرتو اسكاري.

## ظهور
- 1 يناير – بيلد

## أفلام
من الأفلام التي صدرت هذه السنة في ألمانيا:
- 1 يناير – لص بغداد من إخراج Karel Lamač [الإنجليزية]‏.

## مواليد

### يناير
- 1 يناير – جوهانس غالي ممثل ألماني.
- 1 يناير – راينهارد جنزيل عالم فلك ألماني.
- 5 يناير – أولي هونيس لاعب كرة قدم ألماني.[1]
- 12 يناير – ماتياس ماير حقوقي ألماني.
- 23 يناير – كلاوس جانسن فنان.[2]

### فبراير
- 17 فبراير – كارين بوتنر جنز[3]

### مارس
- 13 مارس – مارسيل فيرنر ممثل ألماني.[4]
- 29 مارس – راينر بونهوف لاعب كرة قدم ألماني.[5]

### أبريل
- 6 أبريل – أكسل هاس فيزيائي ألماني.
- 16 أبريل – أولريش هوبنر[6]
- 29 أبريل – باربرا هندريكس سياسية ألمانية.[7]

### مايو
- 5 مايو – وثار هوبر
- 22 مايو – برنارد برينكمان سياسي ألماني.
- 26 مايو – أورسولا أرنولد سياسية ألمانية.

### يونيو
- 12 يونيو – سيغفريد بريتزكه مُجدّف ألماني.[8]
- 25 يونيو – كلاوس توبر

### يوليو
- 8 يوليو – أولريش فيلينغ[9]
- 26 يوليو – هاينر براند[10]

### أغسطس
- 15 أغسطس – رودي كارغوس لاعب كرة قدم ألماني.[11]
- 19 أغسطس – بودو هومباخ سياسي ألماني.[12]
- 27 أغسطس – أوندينه جرونتر كاتبة ألمانية.[13]

### سبتمبر
- 6 سبتمبر – دومينيك غراف[14]
- 20 سبتمبر – كارين لوشت
- 21 سبتمبر – أناليس ميشيل[15]

### أكتوبر
- 5 أكتوبر – هارولد فالترماير موسيقي ألماني.[16]

### نوفمبر
- 12 نوفمبر – ديتريش جرونمير[17]
- 18 نوفمبر – هارالد كونوبكا لاعب كرة قدم ألماني.[18]

## وفيات

### يناير
- 1 يناير – ألكسندر بيم (مواليد 1880) فيزيائي ألماني.[19]
- 1 يناير – أوتو ابيل (مواليد 1867)[20]
- 1 يناير – أوسكار ايبرهارد أولبريخ (مواليد 1879) عالم نبات ألماني.[21]

### فبراير
- 28 فبراير – ألبرت فورستر (مواليد 1902) سياسي ألماني.

### مارس
- 5 مارس – جورج أدلبرت أرندس (مواليد 1863) عالم نبات ألماني.[22]

### أبريل
- 26 أبريل – جيورج كوزل (مواليد 1877) كاتب ألماني.

### مايو
- 30 مايو – ألبرت لاسكر (مواليد 1880) رائد أعمال من الولايات المتحدة الأمريكية.[23]

### يونيو
- 27 يونيو – ماكس ديهن (مواليد 1878) رياضياتي ألماني.[24]

### نوفمبر
- 17 نوفمبر – فرانز جون (مواليد 1872) لاعب كرة قدم ألماني.

### ديسمبر
- 18 ديسمبر – أرنست سترومر (مواليد 1871)